# The King Is Dead!
Pour plus de détails, voir Fiche technique et Distribution.
The King is Dead! est un film australien réalisé par Rolf de Heer, sorti en 2012.

## Fiche technique
- Titre français : The King Is Dead!
- Réalisation : Rolf de Heer
- Scénario : Rolf de Heer
- Pays d'origine : Australie
- Format : Couleurs - 35 mm
- Genre : comédie dramatique, thriller
- Date de sortie : 12 juillet 2012

## Distribution
- Roman Vaculik : Otto
- Michaela Cantwell : Maria
- Lily Adey : Mirabelle
- Nathan Hoare : Baby Rupert
- Kerry Ann Reid : agent immobilier
- Gary Waddell : le roi
- David Mealor : homme de l'Open Inspection
- Eliza Lovell : femme de l'Open Inspection
- Ruby Walker : enfant
- Jemima Walker : enfant
- Bojana Novakovic : Thérèse
- Dan Wyllie : Max
- Luke Ford : Shrek
- Anthony Hayes : Escobar